# Пиер I дьо Бурбон
Пиер I дьо Бурбон (на френски: Pierre Ier de Bourbon; * 1311, Поатие, Франция; † 19 септември 1356, Поатие, Франция) е 2-ри херцог на Бурбон (1341 – 1356), граф на Клермон ан Бовези от 1341 година, граф на Л’Ил Журден и на Божоле, принц на Домб, виконт на Карла, на Мюра и на Шателро, господар на Шато Шинон, велик камерхер на Франция от 1342 г., френски принц и пълководец.

## Произход
Пиер I е най-големият син на херцог Луи I дьо Бурбон (* 1279, † 22 януари 1341, Париж) и на съпругата му Мария д’Авен (* 1280, † 1354). Има двама братя и пет сестри:
- Жана (* 1311, † 1402), съпруга на Гиг VII, граф на Форез
- Маргарита (* ок. 1315, † 1370), съпруга на Жан II дьо Сюли, господар на Сюли, и на Ютин, господар на Вермей
- Мария (* 1315 † 1387, съпруга на Гиг дьо Лузинян, княз на Галилея, и на Роберт Анжуйски от Таранто, княз на Таранто
- Филипа (* 1316 † сл. 1327)
- Жак (* 1318)
- Жак I (* 1319, † 1362), граф на Ла Марш (1342 – 1361), граф на Понтийо (1351 – 1360), конетабъл на Франция (1354 – 1356) и френски военачалник от времето на Стогодишната война, основател на кадетската линия Бурбон-Ла Марш и прародител на краля на Франция Анри IV.
- Беатрис (* 1320, † 1383), кралица на Бохемия (1334 – 1346) и графиня на Люксембург като съпруга на Жан Люксембургски, съпруга на Юд II дьо Грансе, господар на Грансе.

Има и двама полубратя и две полусестри от извънбрачна връзка на баща му.

## Биография
Той дебютира през 1341 г. под заповедта на херцога на Нормандия, бъдещият крал на Франция Жан II, и се бие в Бретан, тогава в разгара на Войната за бретанското наследство. По-специално, той позволява на френския претендент Шарл дьо Блоа да завладее херцогството.
През 1343 г. Пиер е изпратен от краля на Франция в Лангендок със звание генерал-лейтенант. През 1345 г. е генерал-лейтенант на Бурбон, Оверн, Бери и Марш. По време на войната в Гиен участва при превземане на Мирмон, Вилфранш и Ангулем. През 1346 г. участва в Битката при Креси, завършила с разгром, и е ранен.
През 1352 г. Пиер финансира основаването на манастира Carmes de Moulins в Мулен.
На 8 август 1345 г. Пиер I е номиниран от Филип VI за заместник в Лангедок. Негов противник е Анри, граф на Дерби (бъдещ граф и херцог на Ланкастър). Анри приключва десанта на армията си в Бордо в деня, в който Пиер е назначен.
Пиер I пристига през септември, за да завземе поста си на наместник. По това време графът на Дерби вече е започнал кампанията, разстройвайки френската защита с превземането на Бержерак и унищожаването на френската армия, присъстваща предишния месец. Бурбон установява квартирата си в Ангулем и започва голяма кампания за набиране на нова армия. Въпреки това на 21 октомври графът на Дерби печели съкрушителна победа близо до Оберош.
Графът на Дерби се възползва от липсата на френско командване и обсажда Реол. Пиер I отговаря, като провъзгласява забрана в Лангедок, за да вдигне обсадата. Резултатите не са налице и гарнизонът на Реол се предава в началото на януари 1346 г.
По време на зимата на 1346 г. Пиер I прекарва зимата в Ажан. През пролетта голяма армия е събрана в Тулуза от него и епископа на Бове и е частично финансирана от папата, чийто племенник е заловен от Графа на Дерби предходната година. В същото време Жан Нормандски наема голяма част от благородниците на Северна Франция (Юд IV, херцог на Бургундия, Раул III от Бриен, конетабъл на Франция и др.). През април Жан Нормандски обсажда Егийон при сливането на Ло и Гарона. През август Жан Нормандски трябва да изостави обсадата, за да помогне в битката с Едуард III, който е дебаркирал в Нормандия. Пиер I дьо Бурбон от 1347 г. до смъртта има определен брой дипломатически мисии за мирни преговори, но те са безуспешни.
На 19 септември 1356 година Пиер I загива по време на битката при Поатие, опитвайки се да спаси крал Жан II Добрия.

## Брак и потомство
∞ 25 януари 1336 за Изабела Валоа (* 1313, † 26 юли 1383), дъщеря на Шарл I, граф на Валоа, Алансон, Шартър, Анжу, и на Мейн и на Мо дьо Шатийон-Сен Пол, от която има:
- Луи II (* 1337, † 1410), 3-ти херцог на Бурбон от 1356 г.
- Жана (* 1338, † 1378), чрез брак кралица на Франция; ∞ 8 април 1350 за Шарл V (* 1338, 1380), бъдещ крал на Франция
- Бланш (* 1338, † 1361), чрез брак кралица на Кастилия и Леон; ∞ 3 юни 1353 за Педро I Жестокия (* 1334, † 1369), крал на Кастилия и Леон
- Бона (* юни 1340, † 19 януари 1403, Макон), чрез брак графиня на Савоя; ∞ 1355 в Париж за Амадей VI, Зеления граф (* 1334, † 1383), граф на Савоя
- Екатерина (* 1342, † 7 юни 1427); ∞ 14 октомври 1359 за Жан VI (* 1342, † 1388), граф на Аркур и на Омал, барон на Елбьоф
- Маргарита (* 1344, † пр. 1416); ∞ 20 май 1368 в Париж за Арно-Аманийо д'Албре (* 1338, † 1401), господар на Албре, виконт на Тартас, граф на Дрьо
- Изабела († 1345)
- Мария (* 1347, † 29 декември 1401, Поаси), приореса на Поаси (1364), игуменка на Поаси (1380).

- Децата на Пиер I
- Луи II
- Жана
- Бланш
- Бона
- Маргарита